# Immunological Reviews
Immunological Reviews, abgekürzt Immunol Rev. ist eine wissenschaftliche Fachzeitschrift, die vom Wiley-Blackwell-Verlag veröffentlicht wird. Die Zeitschrift erscheint derzeit mit sechs Ausgaben im Jahr. Jede Ausgabe der Zeitschrift ist einem bestimmten Aspekt der immunologischen Forschung gewidmet. Es werden Übersichtsarbeiten veröffentlicht.
Der Impact Factor lag im Jahr 2014 bei 10,12. Nach der Statistik des ISI Web of Knowledge wird das Journal mit diesem Impact Factor in der Kategorie Immunologie an achter Stelle von 148 Zeitschriften geführt.